# Ладенко, Иосаф Семёнович
Иоса́ф Семёнович Ладе́нко (16 сентября 1933, Харьков — 16 марта 1996, Новосибирск) — советский и российский учёный, доктор философских наук (1980), профессор (1984), действительный член РАО (1992).
Был одним из членов Московского логического кружка, затем преподавал в Томске, Пензе, Омске и Новосибирске. Создал оригинальный вариант «теории интеллектуальных систем» — «интеллектику». Автор первого науковедческого исследования генетической логики.

## Жизнь и деятельность
Потеряв в детстве в результате несчастного случая зрение, Ладенко тем не менее окончил с золотой медалью школу (1953), а затем — с отличием — Отделение логики Философского факультета Московского государственного университета (МГУ) (1958).
Во время обучения в университете познакомился с А. А. Зиновьевым, Б. А. Грушиным, М. К. Мамардашвили и Г. П. Щедровицким и стал членом Московского логического кружка (МЛК).
В 1958—61 гг. преподавал философию в Томском политехническом институте, в 1961—64 — обучался в аспирантуре МГУ (кандидатская диссертация «Логические проблемы обоснования геометрии», научный руководитель С. А. Яновская), продолжая содержательное научное общение с Щедровицким, основавшим к тому времени Московский методологический кружок (ММК).
После окончания аспирантуры работал в вузах и научных организациях востока страны: в Пензе, Омске (1965—68) и Новосибирске (1968—96), где пришёл к идеям собственной версии «теории интеллектуальных систем», названной им «интеллектикой».
Скончался 16 марта 1996 года. Похоронен на Южном кладбище Новосибирска (квартал У).

## Труды
Ладенко — автор порядка 350 научных работ, включая 80 монографий. Полную библиографию см. в: Ладенко Иосаф Семенович. Библиография научных трудов. — Новосибирск, 1994.
Автор нескольких поэтических сборников на украинском языке.

### Работы периода участия в МЛК/ММК
- Щедровицкий Г. П., Ладенко И. С. О некоторых принципах генетического исследования мышления // Тезисы докладов на I съезде Общества психологов 29 июня — 4 июля 1959 г. Вып. 1. : Сб. — М., 1959. Архивировано 29 сентября 2007 года.
- Ладенко И. С. О процессах мышления, связанных с установлением отношения эквивалентности // Доклады АПН РСФСР, 1958, № 2.
- Ладенко И. С. История науки в свете теории мышления // Вопросы философии, 1964, № 1.
- Ладенко И. С. О методологических вопросах современной логики // Вопросы истории и методологии науки. Т.91. М. 1968.

### Избранные работы последующих периодов
- Гробарев Ю. И., Ладенко И. С. К проблеме системного исследования науки // Системные исследования. Ежегодник 1972. — М. 1972.
- Ладенко И. С. Интеллектуальные системы и логика. — Новосибирск, 1973.
- Ладенко И. С. Методологические проблемы теории интеллектуальных систем // Методологические проблемы науки. Вып. 6. — Новосибирск, 1979.
- Ладенко И. С. Имитационные системы: методология исследования и проектирования. — Новосибирск, 1981.
- Ладенко И. С. Методологическое знание в условиях взаимодействия наук. — Новосибирск, 1981.
- Ладенко И. С. Интеллектуальная культура специалистов и модели мышления // Философские науки, 1982, № 3.
- Ладенко И. С. Интеллект и логика. — Красноярск, 1985.
- Ладенко И. С. Методологическая концепция рефлексии // Проблемы логической организации рефлексивных процессов. — Новосибирск, 1986.
- Ладенко И. С. Соционика как теоретическая область знания // Логика и системные методы анализа научного знания. — Харьков, 1986.
- Алексеев Н. Г., Ладенко И. С. Направления изучения рефлексии (Вместо предисловия) // Проблемы рефлексии: современные комплексные исследования /Под ред. И. С. Ладенко. — Новосибирск, 1987.
- Ладенко И. С. Интеллектуальное развитие общества и методологическое образование. Метод. указания. — Новосибирск, 1989.
- Ладенко И. С. Интеллектуальные системы, консультирование и словарь интеллектики. Метод. указания. — Новосибирск, 1989.
- Ладенко И. С. Проблемы методологического консультирования в развитии интеллектуальных систем. Метод. указания. — Новосибирск, 1989.
- Ладенко И. С., Семенов И. Н., Степанов С. Ю. Философские и психологические проблемы исследования рефлексии. — Новосибирск, 1989.
- Ладенко И. С., Семенов И. Н., Степанов С. Ю. Формирование творческого мышления и культивирование рефлексии. — Новосибирск. 1990.
- Ладенко И. С., Семенов И. Н., Советов А. В. Рефлексивная организация проектировочного мышления. — Новосибирск, 1990.
- Ладенко И. С. Методология интеллектуальных инноваций и школа интеллектики. Метод. указания. — Новосибирск, 1990.
- Андрияко Л. Я., Иванов Ф. Е., Ладенко И. С., Семенов И. Н. и др. Психологическая экспертиза критических ситуаций. Метод. указания. — Новосибирск, 1990.
- Ладенко И. С., Зарецкий В. К., Семенов И. Н., Степанов С. Ю. Рефлексивная регуляция мышления. Метод. указания. — Новосибирск, 1990.
- Ладенко И. С. Становление и современное развитие идей генетической логики. — Новосибирск, 1991.
- Алексеев Н. Г., Зарецкий В. К., Ладенко И. С., Семенов И. Н. Методология рефлексии концептуальных схем деятельности поиска и принятия решений. — Новосибирск, 1991.
- Ладенко И. С., Самоукина Н. В., Семенов И. Н. и др. Освоение механизмов рефлексии в практике обучения. Метод. указания. — Новосибирск, 1991.
- Ладенко И. С. Интеллектуальная культура, образование и информатизация общества // Философия рефлексивного мышления / Под ред. И. С. Ладенко. — Новосибирск, 1992.
- Ладенко И. С. Интеллектуальные системы и обучение. — Новосибирск, 1993.
- Ладенко И. С. Социализация идей генетической логики и становление интеллектики. — Новосибирск, 1993.